# Kakhovka
Kakhovka (en ukrainien et en russe : Каховка) est une ville de l'oblast de Kherson, dans le sud de l'Ukraine, et le centre administratif du raïon de Kakhovka. Sa population s'élevait à 37 419 habitants en 2013.

## Géographie
Kakhovka est située sur la rive gauche du Dniepr, en face de Beryslav, à 71 km au nord-est de Kherson.

## Histoire
L'origine de Kakhovka remonte à 1492 et à la fondation par Mengli I Gireem, le khan de Crimée, de la forteresse d'Islam-Kermen. Ce nom signifie « Forteresse de l'Islam ». Dans les sources russes et ukrainiennes, elle est également citée comme Aslan-Gorod ou « Ville-Forteresse ». Elle est plusieurs fois prise d'assaut par les Cosaques zaporogues. La forteresse est détruite en 1695. En 1771 sur son emplacement est bâti Chaguinguireïskoïe (en russe : Шагингирейское), qui devient Kakhovka en 1791.
Entre 1947 et 1956, le barrage et la centrale hydroélectrique de Kakhovka sont aménagés sur le Dniepr, créant le vaste réservoir de Kakhovka, long de 240 km et couvrant 2 155 km2. La ville de Nova Kakhovka a été construite en aval de Kakhovka pour les travailleurs du chantier puis de la centrale.
La ville est prise par l'armée russe en 2022 lors de l'invasion de l'Ukraine par la Russie. En juin 2023, le barrage est détruit par une explosion.

## Population
Recensements (*) ou estimations de la population :
| 1923* | 1926* | 1939*  | 1959*  | 1970*  |
| ----- | ----- | ------ | ------ | ------ |
| 6 672 | 7 495 | 12 601 | 18 628 | 28 472 |

| 1979*  | 1989*  | 2001*  | 2012   | 2013   |
| ------ | ------ | ------ | ------ | ------ |
| 38 742 | 42 895 | 38 238 | 37 379 | 37 419 |

## Économie
Le canal de Crimée du Nord, long de 400 km, qui alimente la Crimée en eau du Dniepr, permet l'irrigation d'une région agricole dans les environs de Kakhovka et favorise une agriculture à hauts rendements.
L'entreprise agroalimentaire Tchoumak (en ukrainien : Чумак) a été fondée à Kakhovka en 1996 par deux jeunes entrepreneurs suédois : Johan Boden et Carl Sturen. Elle possède deux usines à Kakhovka : une conserverie (produits à base de tomates, concombres marinés, mayonnaise, sauce et légumes en conserve, dont concombres, poivrons et petits pois) et une huilerie (huile de tournesol). La société, qui emploie en tout 1 400 salariés (2007) a une troisième usine à Skadovsk (ketchup, etc.), au sud de l'oblast.

## Lieux d'intérêt

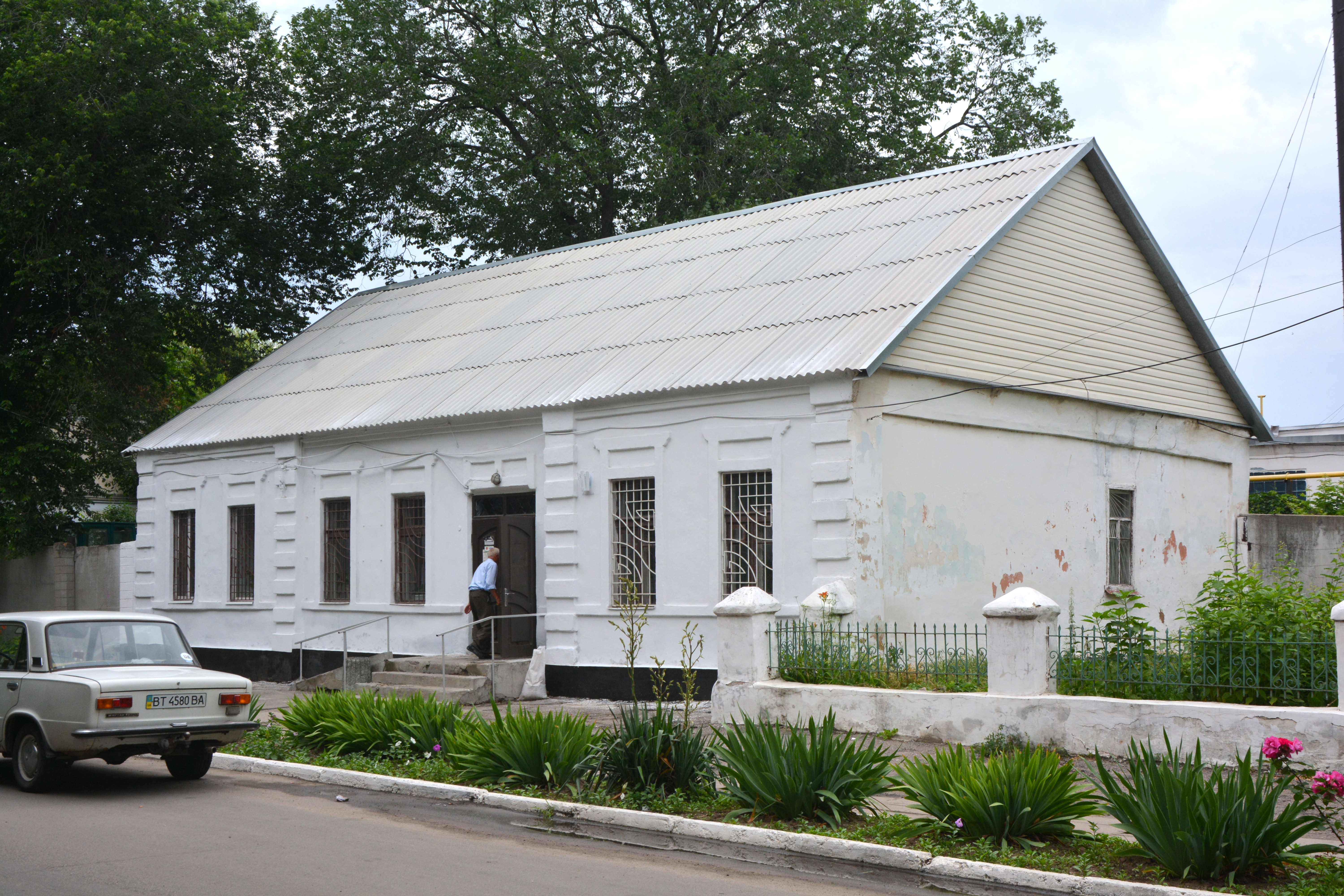
Quartier général de Mikhaïl Frounze, classé[6],
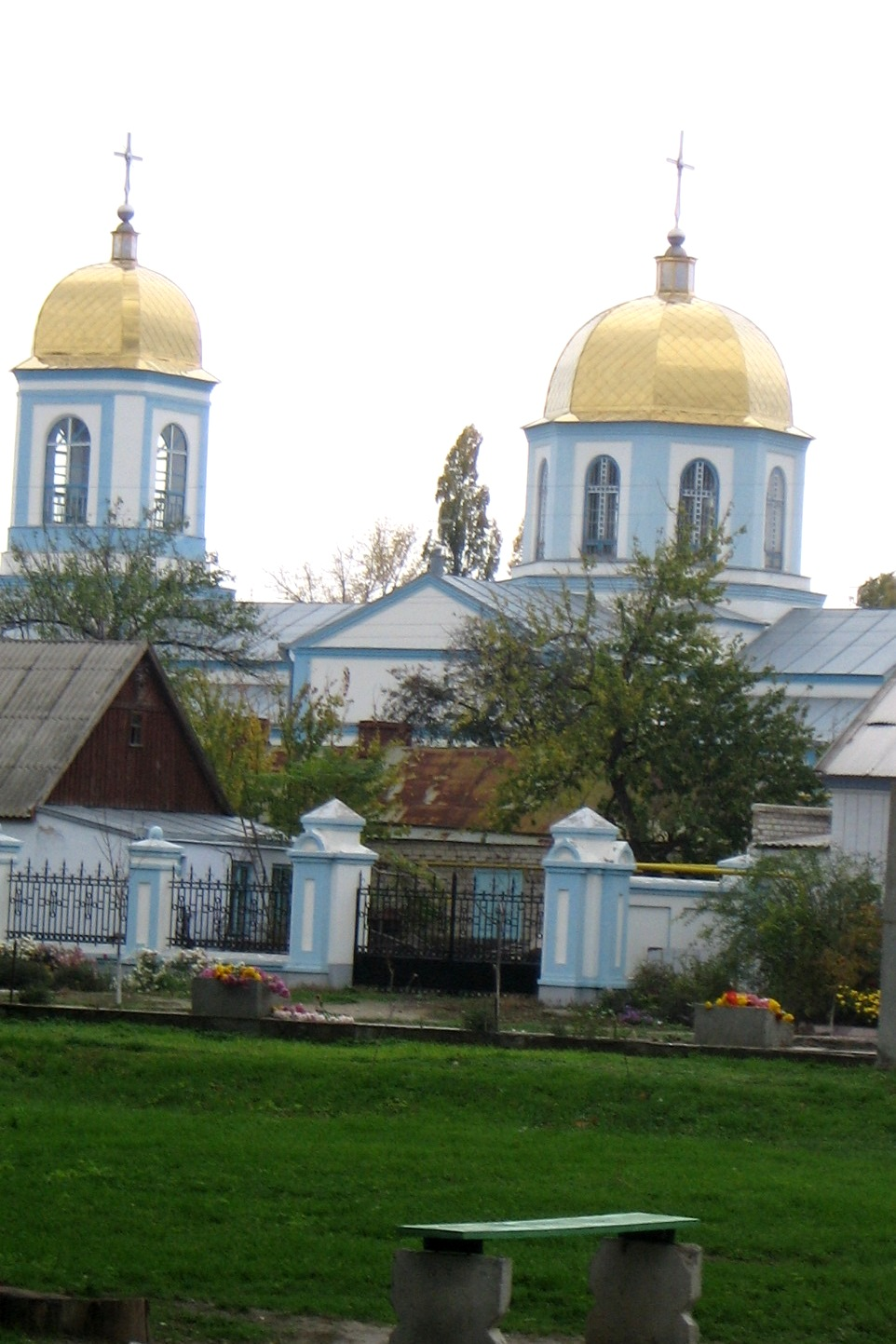
église de la transfiguration.

## Transports
Kakhovka se trouve à 117 km de Kherson par le chemin de fer et à 88 km par la route.